# Johnson Spire
Die Johnson Spire ist ein 1570 m hoher Berg mit spitzem Gipfel im Australischen Antarktis-Territorium. Im nordöstlichen Teil der Britannia Range ragt er zwischen den Cranfield-Eisfällen und dem Gaussiran-Gletscher auf.
Das Advisory Committee on Antarctic Names benannte den Berg im Jahr 2000 nach Bradish F. Johnson, Leiter des Optical Science Laboratory des United States Geological Survey, dabei verantwortlich für die Kalibrierung der bei geodätischen Vermessungen eingesetzten Kameras und von 1999 bis 2000 in Zusammenarbeit mit der Ohio State University beteiligt an GPS-Messungen im Transantarktischen Gebirge.